# 弗雷西尼耶尔
弗雷西尼耶尔（法語：Freissinières，法語發音：[fʁɛsinjɛʁ]）是法国上阿尔卑斯省的一个市镇，属于布里扬松区。

## 地理
弗雷西尼耶尔（44°45'15"N, 6°32'14"E）面积88.21 平方千米，位于法国普罗旺斯-阿尔卑斯-蓝色海岸大区上阿尔卑斯省，该省份为法国东南部内陆省份，北起萨瓦省，西北接伊泽尔省，西南接德龙省，南至上普罗旺斯阿尔卑斯省，东北部与意大利接壤。
与弗雷西尼耶尔接壤的市镇（或旧市镇、城区）包括：拉让蒂耶尔-拉贝塞、尚塞拉、尚波莱翁、沙托鲁莱萨尔普、奥西耶尔、拉罗什德拉姆。

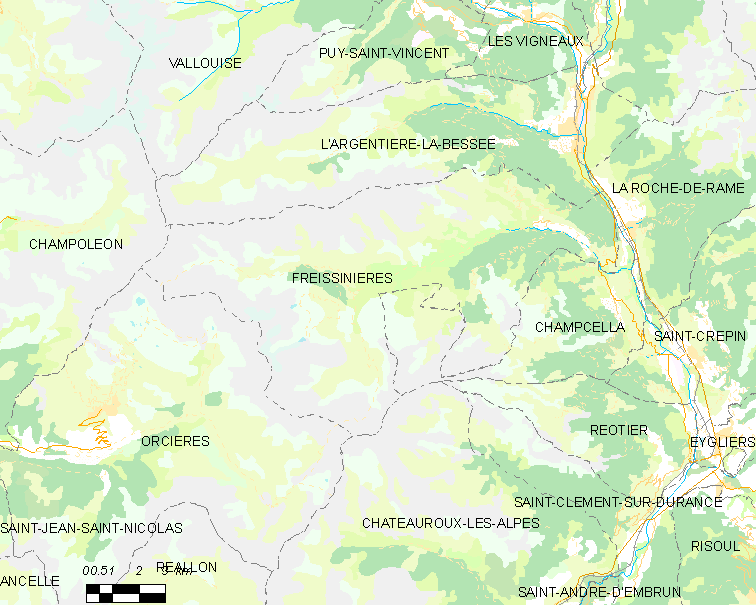
弗雷西尼耶尔的OSM定位图

弗雷西尼耶尔的时区为UTC+01:00、UTC+02:00（夏令时）。

## 行政
弗雷西尼耶尔的邮政编码为05310，INSEE市镇编码为05058。

## 政治
弗雷西尼耶尔所属的省级选区为拉让蒂耶尔-拉贝塞县。

## 人口

1962-2008年间弗雷西尼耶尔人口变化图示

弗雷西尼耶尔于2022年1月1日时的人口数量为189人。